# 10281 Libourel
A 10281 Libourel (ideiglenes jelöléssel (10281) 1981 EE45) a Naprendszer kisbolygóövében található aszteroida. Schelte J. Bus fedezte fel 1981. március 11-én.

## Kapcsolódó szócikk
- Kisbolygók listája (10001–10500)